# دوم ديلويز
دوم ديلويز (بالإنجليزية: Dom DeLuise)‏ مواليد 01 أغسطس 1933 في بروكلين، نيويورك، الولايات المتحدة - الوفاة 04 مايو 2009 في سانتا مونيكا، الولايات المتحدة، هو ممثل ومخرج ومنتج وكوميدي أمريكي بدأ مسيرته الفنية سنة 1964. امتدت مسيرته الفنية لأكثر من 45 عاما.

## الأعمال

### أفلام
- بلازينج سادلس
- الدمى
- ذا كانونبول رن
- كانونبول رن 2
- سبيسبولز
- أوليفر وشركاه

### مسلسلات
- قصص مدهشة
- رن وستمبي
- متزوج ولدي أطفال
- دياجنوسيز: موردر
- باص المدرسة العجيب
- بيفرلي هيلز 90210
- ثالث كوكب بعد الشمس
- مختبر دكستر
- أنا ويزل
- راجراتس
- الساحرة المراهقة سابرينا
- ستارغيت إس جي 1
- الدجاجة الآلية
- داك المراوغ

## وصلات خارجية
- دوم ديلويز على موقع IMDb (الإنجليزية)
- دوم ديلويز على موقع روتن توميتوز (الإنجليزية)
- دوم ديلويز على موقع ألو سيني (الفرنسية)
- دوم ديلويز على موقع ميوزك برينز (الإنجليزية)
- دوم ديلويز على موقع تيرنر كلاسيك موفيز (الإنجليزية)
- دوم ديلويز على موقع أول موفي (الإنجليزية)
- دوم ديلويز على موقع قاعدة بيانات برودواي على الإنترنت (الإنجليزية)
- دوم ديلويز على موقع قاعدة بيانات الأفلام السويدية (السويدية)
- دوم ديلويز على موقع إن إن دي بي (الإنجليزية)
- دوم ديلويز على موقع قاعدة بيانات الفيلم (الإنجليزية)
- الموقع الرسمي